# 天主教伊塔夸蒂亚拉自治监督区
天主教伊塔夸蒂亞拉自治監督區（拉丁語：Praelatura Territorialis Itacoatiarensis）是巴西一個羅馬天主教自治監督區，屬馬瑙斯總教區。
監督區成立於1963年7月13日，位於亞馬遜州東部。2004年有教友126,726人（佔轄區總人口81.6%）、十個堂區、十名司鐸。現任監督為卡里洛·格里蒂。